# Náměšť nad Oslavou
Pour les articles homonymes, voir Náměšť.
Náměšť nad Oslavou (en allemand : Namiest an der Oslawa) est une ville du district de Třebíč, dans la région de Vysočina, en République tchèque. Sa population s'élevait à 4 754 habitants en 2025. 

## Géographie
Náměšť nad Oslavou est arrosée par la rivière Oslava, un affluent de la Jihlava, et se trouve à 21 km à l'est de Třebíč, à 33 km à l'ouest de Brno, à 47 km au sud-ouest de Jihlava et à 158 km à l'ouest de Prague.
La commune est limitée par Naloučany, Pucov et Jinošov au nord, par Hluboké à l'est, par Kralice nad Oslavou au sud-est, par Březník et Sedlec au sud, et par Vícenice u Náměště nad Oslavou et Ocmanice à l'ouest.

## Histoire
La première mention écrite de la localité date de 1234
La base aérienne de Náměšť nad Oslavou est située sur le territoire de la commune de Sedlec, au sud de la ville. Elle accueille les 221e et 222e escadrons d'hélicoptères de la Force aérienne tchèque, équipés d'hélicoptères Mi-35 et Mi-171Sh.

## Administration
La commune se compose de quatre sections :
- Náměšť nad Oslavou
- Jedov
- Otradice
- Zňátky

## Galerie

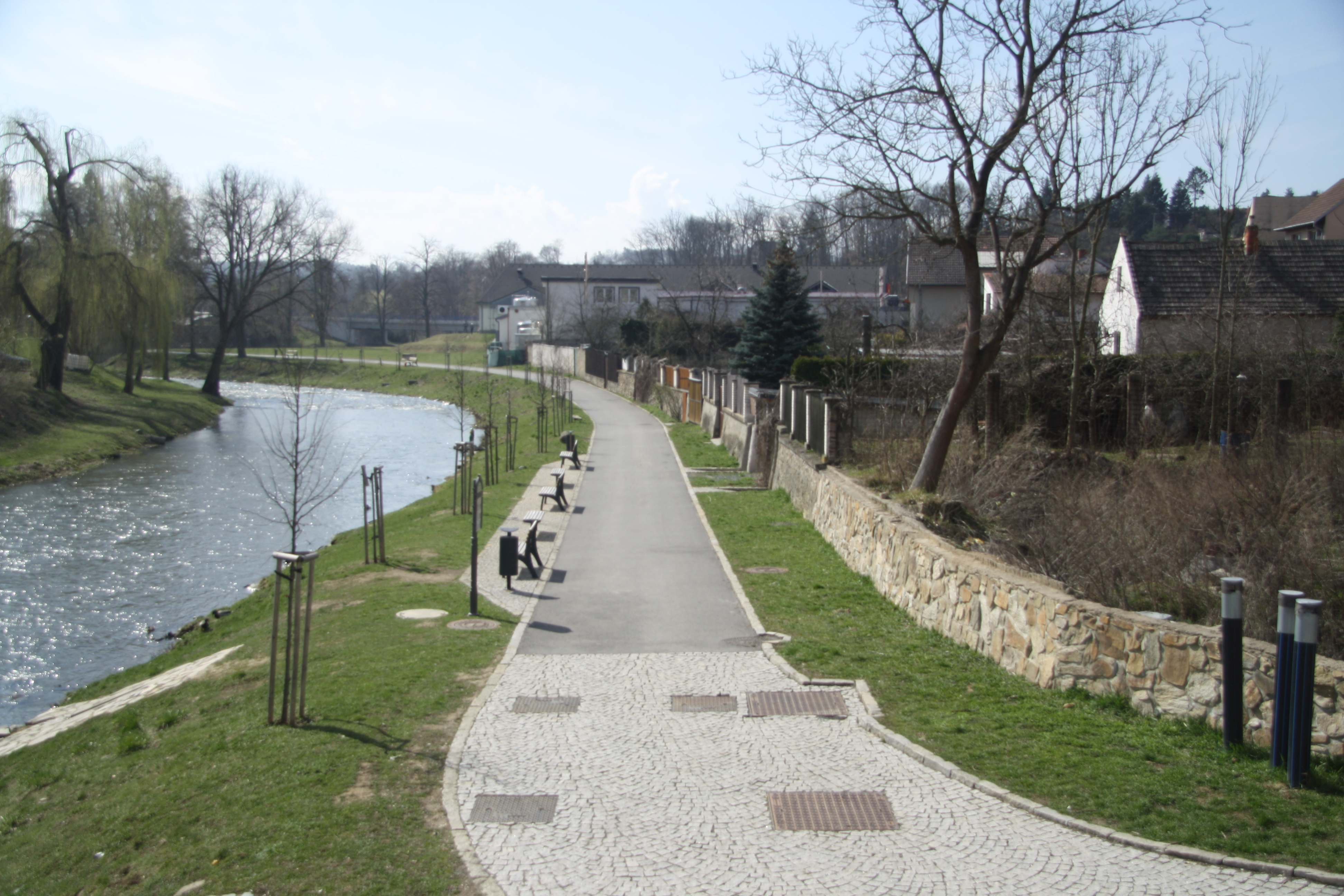
Rive de la rivière Oslava.
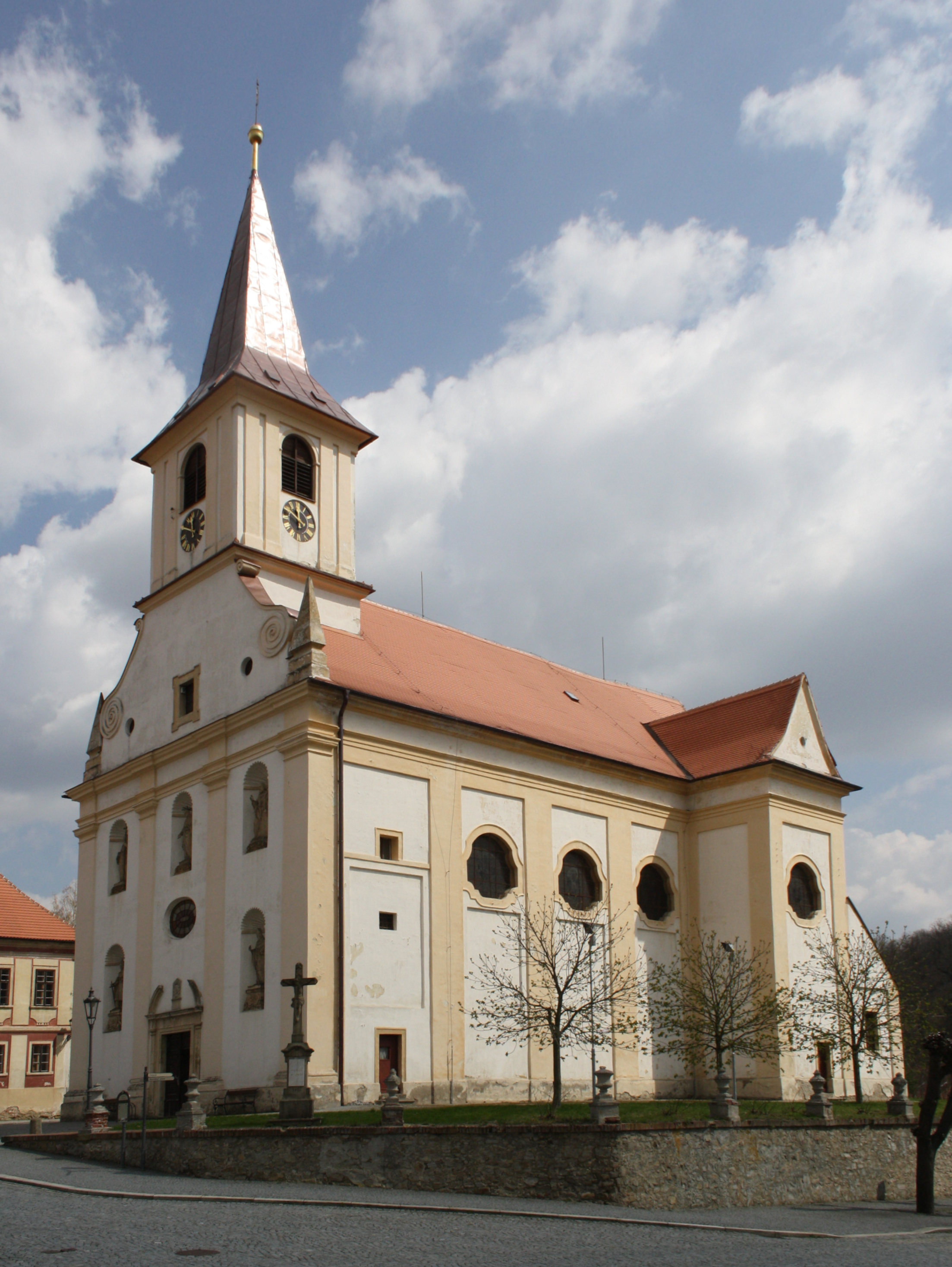
Église Saint-Jean-Baptiste.
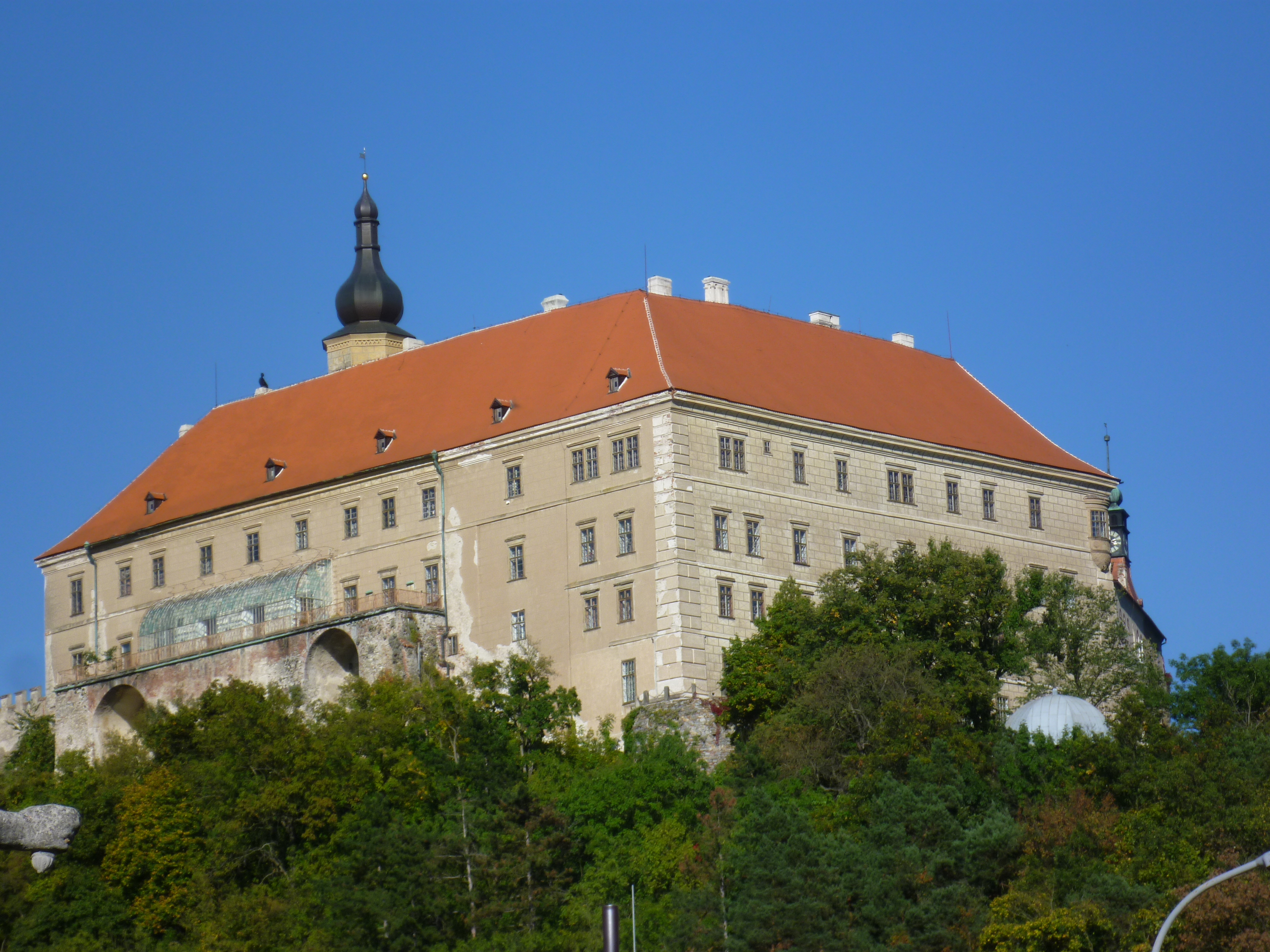
Château de Náměšť nad Oslavou.

## Transports
Par la route, Náměšť nad Oslavou se trouve à 13 km de Velká Bíteš, à 21,5 km de Třebíč, à 54 km de Jihlava et à 185 km de Prague.